# John Howard Payne

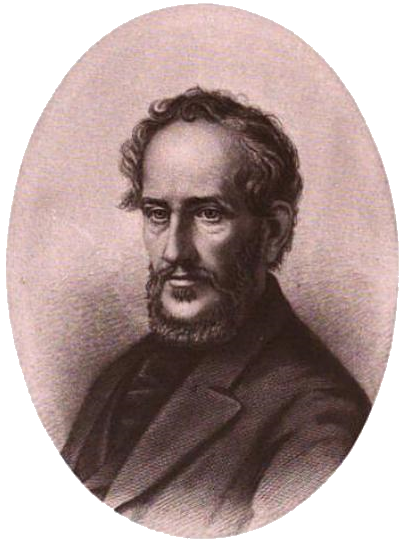
John Howard Payne

John Howard Payne (* 9. Juni 1791 in New York City; † 10. April 1852 in Tunis) war ein amerikanischer Dramatiker und Schauspieler. Er war einer der ersten amerikanischen Autoren, die in Europa zur Kenntnis genommen wurden. Auf der Theaterbühne war er als jugendlicher Held eine Art Wunderkind, doch zeitüberdauernd bekannt wurde er durch das Lied Home, Sweet Home, das im amerikanischen Bürgerkrieg viel gesungen wurde. Die Musik dafür stammte von Henry Rowley Bishop.

## Leben
Payne begann im Alter von 11 Jahren als Theaterkritiker für Zeitungen in Boston zu schreiben, gab dann in New York  die Magazine Thespian Mirror (1805/06) und The Pastime (1807/08) heraus. 1809 debütierte er als Schauspieler im Park Theatre in New York. 1813 ging er nach Europa. Er schrieb oder adaptierte Stücke für Londoner Theater und arbeitete als ihr Agent in Paris, wo er zeitweise mit Washington Irving zusammenarbeitete.
1832 kehrte er nach New York zurück. 1842 bis 1845 und von 1851 bis 1852 war er US-amerikanischer Konsul in Tunis.

## Werke
Eine von Gabriel Harrison 1885 in seiner Biographie Paynes veröffentlichte Liste seiner Theaterstücke umfasste 61 Werke: 11 Tragödien, 9 Komödien, 26 Dramen (Melodramen), 7 Opern und 10 Farcen. 1940 wurden 11 weitere Stücke aus einer Manuskriptsammlung veröffentlicht.
- Julia; or, The Wanderer, 1806
- Lovers’ Vows, 1809
- Brutus; or, the Fall or Tarquin, 1818
- Thérèse, the Orphan of Geneva, 1821
- Clari, the Maid of Milan, 1823 (enthält das Lied Home, Sweet Home)
- mit Washington Irving: Charles the Second; or, the Merry Monarch, 1824
- mit Washington Irving: Richelieu; or, The Broken Heart, 1826